# Wohlthat-Gespräche
Die Wohlthat-Gespräche (auch: Wohlthat-Hudson-Wilson Gespräche) waren geheime Gespräche vom 18. Juli 1939 bis zum 21. Juli 1939 zwischen dem deutschen Abgesandten Helmut Wohlthat und den britischen Vertretern Horace Wilson und Robert Hudson, über eine umfassende politische, militärische und wirtschaftliche deutsch-englische Verständigung. Sie wurden kurz darauf der Öffentlichkeit bekannt und lösten nach der gescheiterten Appeasement-Politik durch den Bruch des Münchner Abkommens durch Deutschland eine riesige Empörungswelle aus. Für die sowjetische Geschichtsschreibung waren sie der Beweis, dass England sich bis zuletzt mit Nazideutschland verständigen wollte und gegen die Sowjetunion lenken wollte und so die Sowjetunion zum Nichtangriffspakt gezwungen hat.

## Gespräche
Wohlthat, Ministerialdirektor zur besonderen Verwendung im Amt des Beauftragten für den Vierjahresplan und enger Vertrauter von Hermann Göring reiste offiziell als Leiter der deutschen Delegation der internationalen Walfang-Konferenz nach London. Hinter den Kulissen führte Wohlthat das erste Gespräch am 18. Juli von 15:15–16:30 Uhr mit dem engen Vertrauten des Premierministers Neville Chamberlain und Chefberater der britischen Regierung für Industriefragen Horace Wilson. Am 20. Juli 1939 von 17:30–18:30 führte Wohlthat das Gespräch mit dem britischen Staatssekretär für Überseehandel Robert Hudson.
Zeitgleich diskutierten England und Frankreich mit der Sowjetunion über ein Militärbündnis gegen Deutschland und die Entsendung einer Militärmission nach Moskau um den Zweiten Weltkrieg zu verhindern.

## Inhalt
Das Verhandlungsprogramm umfasste politisch eine gemeinsame Nichtangriffserklärung und eine gegenseitige Nichteinmischungserklärung in das britische Imperium bzw. in das Großdeutsche Reich. Militärisch umfasste er die Einschränkung der Rüstung und ein Flotten-, ein Luftwaffen- und ein Heeresabkommen. Wirtschaftlich wurde ein gemeinsames Vorgehen Deutschlands und Englands bei der Versorgung beider Länder mit Rohstoffen und Lebensmitteln, beim Export von Industrieerzeugnissen und beim Kapitalexport vorgeschlagen. Südosteuropa sollte dabei deutsche Einflusssphäre sein. Die Sowjetunion, China und die Kolonien der europäischen Großmächte wurden als „beinahe unbegrenzte Räume“ für die „Kapitalisierung“ betrachtet und sollten als „Ventil für die Schwerindustrie Großbritanniens, Deutschlands und der Vereinigten Staaten Amerikas dienen“. Zudem war ein „Trust europäischer Mächte zur Entfaltung und Ausbeutung Afrikas“ vorgesehen.

## Presseskandal
Am 21. Juli 1939 erschienen, auf Grund gezielter Indiskretionen, deren Herkunft nie aufgeklärt werden konnten, Berichte über das Treffen mit Hudson in der Presse und lösten einen Sturm der Empörung aus. Laut Herbert Reginbogin brach im „internationalen Blätterwald“ ein „Orkan“ los. Die Pressekampagne wurde angeführt durch die bekannten Journalisten Gordon Lennox vom Daily Telegraph und Vernon Bartlett vom News Chronicle. Die weitaus wichtigeren Gespräche mit Wilson blieben jedoch unbekannt. In Frankreich verteidigten unter anderen die rechte Zeitung „Intransigeant“, das Organ des Big Business „Journée Industrielle“ und die „Radical Socialist République“ die Gespräche und meinten die Vorschläge wären nicht ohne Wert.
In der Presse erschienen auch Gerüchte, dass Chamberlain am 22. Juli 1939 Deutschland einen Kredit von 1 Milliarde Pfund angeboten hätte. Dieses Angebot wurde laut Reginbogin von Ernest Tennant, dem Gründer der Anglo-German Fellowship an Joachim von Ribbentrop übermittelt.
Am 22. Juli 1939 meldete die gesamte sowjetische Presse das das die sowjetisch-deutschen Verhandlungen über Handel und Kredit wieder aufgenommen wurden.
Am 7. August 1939 ermittelte die sowjetische Militäraufklärung folgende Äußerung des deutschen Luftwaffenattachés Alfred Gerstenberg in Polen:

„Noch in diesem Jahr werden wir Krieg mit Polen haben. Aus absolut zuverlässiger Quelle weiß ich, daß Hitler sich in diesem Sinne entschlossen hat. Seit Wohlthats Besuch in London ist Hitler davon überzeugt, daß England im Konfliktfall neutral bleiben wird.“

Nach der Kapitulation Frankreichs entwickelte der Direktor der KLM Albert Plesman ein „spätimperialistisches Friedenskonzept“ das an die Wohlthat-Gespräche anknüpfte. Der Plan basierte auf einer „gemeinsamen Ausbeutung der unterentwickelten Länder“ durch eine gemeinsame deutsch-amerikanisch-britische Weltherrschaft. Afrika sollte das bevorzugte Gebiet übernationaler Zusammenarbeit werden.

## Beurteilung
In der marxistisch-leninistischen Geschichtsschreibung galten die Gespräche als Beweis, dass England Deutschland „Freie Hand im Osten“ geben wollte und so die Sowjetunion zum Nichtangriffspakt mit Deutschland getrieben hat. Im Krieg erbeutete die Sowjetunion das Privatarchiv des deutschen Botschafters Herbert von Dirksen, welches Dokumente über die Gespräche Wohlthats enthielt, und veröffentlichte diese als Beweis.
Für Reginbogin war das Ganze „ein an Grössenwahn grenzender Plan zur Aufteilung der Weltmärkte zwischen England, Deutschland und den USA“ und die natürliche Folge vorausgegangener Aktionen wie dem Deutsch-britischen Zahlungsabkommen und dem Düsseldorfer Abkommen.
Bernd-Jürgen Wendt wendet sich gegen den „Charakter einer geheimnisvollen Verschwörung“ den die unmittelbar anschließende hitzige Polemik in England und Deutschland in die Gespräche hineininterpretiert hat.
Helmut Metzmacher sieht entgegen Walther Hofer in den Gesprächen britischerseits die Fortsetzung von Chamberlains Appeasement-Politik zur Vermeidung eines Krieges. Auf der deutschen Seite handelte für Metzmacher Wohlthat privat und aus eigenem Antrieb und er bezweifelt die Urheberschaft Görings an den Sondierungen. Er stützt sich dabei lediglich auf ein Nachkriegsinterview mit Wohlthat. Alfred Kube hält es hingegen für unwahrscheinlich, dass Wohlthat in dieser wichtigen Angelegenheit nicht mit Göring kooperiert hätte, und weist darauf hin, dass Göring genau dasselbe Verhandlungsprogramm mit dem Schweden Axel Wenner-Gren bereits am 25. Mai 1939 besprochen hat. Dietrich Eichholtz nennt Metzmachers Darstellung „eine im ganzen unkritische Apologie, die sich auch auf Wohlthat selbst erstreckt“
Für Alice Teichova versuchte England seinen führenden Platz gegen die amerikanische und deutsche wirtschaftliche Konkurrenz zu verteidigen, in dem ein starker militärwirtschaftlicher Block geschaffen wird, mit dem sich die USA irgendwie einigen muss und der als Bollwerk gegen den Kommunismus dient.
Metzmacher schließt sich der Vermutung von Teichova an, dass die englischen Gesprächspartner nur gekürzte bzw. auch leicht veränderte Niederschriften der Unterredungen dem Aktenschrank überließen.
Rainer F. Schmidt sieht in den Wohlthat-Gesprächen quasi die angelsächsische Variante eines Nichtangriffsvertrages mit Deutschland. Aber diese sei keine Expansionsgemeinschaft zur Versklavung und Ausbeutung, sondern auf Frieden und Konfliktregulierung orientiert gewesen. Die Gespräche blieben nach seiner Ansicht ohne Ergebnis, weil es Hitler ausschließlich um Tolerierung eines Raubkrieges im Osten ging.
Für Bernd Martin schockierten die Enthüllungen die sowjetische Führung so, dass sie zwei Tage danach die Wiederaufnahme der Verhandlungen über Handel und Kredit mit Deutschland bekannt gab, um der Einkreisung zu entgehen.
Laut Lothar Kettenacker mussten die Wohlthat-Hudson-Gespräche in Moskau, wo Hitler als ein „Handlanger des Kapitals“ galt, den Verdacht bestätigen das die „kapitalistischen Kreise“ in London und Berlin in Wahrheit unter einer Decke steckten und diese auf die Vorbereitung eines „zweiten München“ schließen ließen.
Der erste kommissarische Generalsekretär der Vereinten Nationen Gladwyn Jebb nannte die Kontakte 1972 sarkastisch ein „Glanzstück des Super-Appeasement“, bei dem „die Bolschewiken mißtrauisch“, „die Polen entmutigt“ und die Deutschen glauben mussten England sei bereit den Frieden zu erkaufen.